# Ray Binger
Ray O. Binger (* 16. November 1888 in Pickett, Wisconsin; † 29. September 1970 in Orange County, Kalifornien) war ein US-amerikanischer Kameramann und Spezialeffektkünstler, der dreimal für den Oscar in der Kategorie Beste visuelle Effekte (Spezialeffekte) nominiert wurde.

## Leben
Er begann seine Karriere als Kameramann in Hollywood 1924 bei dem Spielfilm The Goldfish. 1934 war er bei Kid Millions erstmals für die Spezialeffekte zuständig. 1937 war er mit anderen Technikern in … dann kam der Orkan für die Kreation eines Hurrikans verantwortlich. 1941 wurde er für Der lange Weg nach Cardiff zusammen mit R. T. Layton und Thomas T. Moulton für einen Oscar in der Kategorie Spezialeffekte (inzwischen Beste visuelle Effekte) nominiert. Zwei weitere Nominierungen erhielt er 1943 für Der große Wurf und 1944 für The North Star. Es folgten Filme wie Der Vagabund von Texas, Die zehn Gebote und 1957 sein letzter Spielfilm Der Flug zur Hölle.

## Filmografie
Spezialeffekte/Kamera
- 1923: Die Bluthochzeit (Ashes of Vengeance) (Kameraassistent)
- 1924: The Goldfish
- 1924: Ihre romantische Nacht (Her Night of Romance)
- 1925: Wild Justice
- 1927: Women Love Diamonds
- 1930: Men of the North
- 1930: Monsieur Le Fox
- 1931: Private Lives
- 1931: Su última noche
- 1934: Die Rothschilds (The House of Rothschild)
- 1934: Death on the Diamond
- 1934: Kid Millions
- 1935: Die Elenden (Les Misérables)
- 1935: Cardinal Richelieu
- 1935: Goldfieber in Alaska (The Call of the Wild)
- 1935: Kampf um Indien (Clive of India)
- 1936: Nimm, was du kriegen kannst (Come and Get It)
- 1936: Zeit der Liebe, Zeit des Abschieds (Dodsworth)
- 1936: Strike Me Pink
- 1937: … dann kam der Orkan (The Hurricane)
- 1938: Mein Mann, der Cowboy (The Cowboy and the Lady)
- 1939: Höllenfahrt nach Santa Fe (Stagecoach)
- 1939: Zauberer der Liebe (Eternally Yours)
- 1939: Verrat im Dschungel (The Real Glory)
- 1939: Winter Carnival
- 1940: Der Auslandskorrespondent (Foreign Correspondent)
- 1940: Der lange Weg nach Cardiff (The Long Voyage Home)
- 1941: Die Waffenschmuggler von Kenia (Sundown)
- 1942: Der große Wurf (The Pride of the Yankees)
- 1943: The North Star
- 1943: They Got Me Covered
- 1944: Das Korsarenschiff (The Princess and the Pirate)
- 1944: Up in Arms
- 1945: Der Vagabund von Texas (Along Came Jones)
- 1946: The Chase
- 1946: Whistle Stop
- 1947: Michael schafft Ordnung (Heaven Only Knows)
- 1948: Silberkönig (Northwest Stampede)
- 1956: Die zehn Gebote (The Ten Commandments)
- 1957: Der Flug zur Hölle (The Land Unknown)